# Douglas Robinson (Cricketspieler)
Douglas Francis Robinson (* 12. August 1864 in Plymouth, Montserrat; † 19. Januar 1937 in London) war ein britischer Offizier und Cricketspieler.

## Werdegang
Douglas Robinson stammte aus einer irischen Familie. Sein Großvater war Admiral Hercules Robinson und sein Vater Sir William Cleaver Francis Robinson war ab 1862 Administrator von Montserrat, wo Douglas Robinson geboren wurde. Entsprechend den Posten seines Vaters lebte er nacheinander unter anderem auf Dominica, den Falklandinseln, den Straits Settlements und in Western Australia. Bereits in seiner Jugend machte er sich als Maler, Sportler und Soldat einen Namen. Im Alter von 13 Jahren trat er der Royal Navy als Midshipman bei und stieg bis zum Lieutenant Commander auf. Er verließ die Navy schließlich, um in Paris Malerei zu studieren. Er konzentrierte sich dabei vor allem auf die Landschaftsmalerei. Als der Burenkrieg begann, trat er der British Army bei und erreichte in dieser den Rang eines Majors. Während des Ersten Weltkriegs geriet Robinson in Kriegsgefangenschaft in Frankreich.
Robinson nahm als Mitglied einer Mannschaft, die hauptsächlich aus Exil-Briten bestand und durch die Union des sociétés françaises de sports athlétiques ausgewählt wurde, an einem Cricketspiel im Rahmen der Weltausstellung 1900 in Paris teil. Dort traf die Mannschaft auf die Devon & Somerset County Wanderers (D&SCW), die sich auf einer Club-Tour in Frankreich befanden. Die Mannschaft der Union des sociétés françaises de sports athlétiques wurde dabei als Frankreich bezeichnet, der Gegner als England. 1912 wurde die Partie nachträglich als Bestandteil der Olympischen Spiele 1900 klassifiziert. Mit 158 Runs setzte sich das englische Team durch, womit Robinsons Mannschaft, zu der außerdem noch William Anderson, William Attrill, John Braid, W. Browning, Robert Horne, Timothée Jordan, Arthur MacEvoy, H. F. Roques, Alfred Schneidau, Henry Terry und Philip Tomalin gehörten, die Silbermedaille erhielt. Robinson selbst, der in beiden Innings zum Einsatz kam, erzielte zwar keine Runs, dafür aber im ersten Innings zwei Wickets.
Er starb im German Hospital in London.